# Más que hermanos
Más que hermanos é um filme de drama panamaense de 2017 dirigido e escrito por Arianne Benedetti. Foi selecionado como representante de seu país ao Oscar de melhor filme estrangeiro em 2018.

## Elenco
- Drew Fuller - Chris Vianni
- Valerie Domínguez - Mia Bedi
- Robin Duran - Joshua Bedi
- Maria Conchita Alonso - Puchy
- Juana Viale - Mama
- Arianne Benedetti - Mani Rombo